# ISO 7637
ISO 7637 és una normativa internacional (creada per l'ISO) de compatibilitat electromagnètica que es refereix als requisits d'immunitat en front a interferències de RF conduïdes i acoblades aplicada a vehicles de carretera. La darrera versió de la norma es pot trobar aquí

## Parts de la norma
- ISO 7637-1 : defineix els termes bàsics quant a interferències conduïdes i acoblades usades en les altres parts de la norma.[2]
- ISO 7637-2 : especifica els mètodes i procediments de test per assegurar la compatibilitat davant transitoris elèctrics conduïts, per a equipaments instal·lats en cotxes de passatgers i comercials dotats de bateries de 12 o 24V. És aplicable a tota mena de vehicles de carretera independentment del sistema de propulsió (ex: d'ignició elèctrica o diesel, motor elèctric).[3]
- ISO 7637-3 : defineix els mètodes d'assaig per a avaluar la immunitat de dispositius a polsos transitoris acoblats a línies que no siguin d'alimentació. Aquests polsos pretenen simular interferències per transitoris lents i ràpids causats per la commutació de càrregues inductives i els rebots dels contactes de relés. Es descriuen 3 tipus de mètodes:
  - Mètode de pinça acobladora capacitiva.
  - Mètode d'acoblament capacitiu directe.
  - Mètode de pinça acobladora inductiva. Aplica a vehicles de carretera dotats de sistemes elèctrics de 12 o 24V.[4]
- ISO 7637-4 : defineix els transitoris elèctrics conduïts a través de línies d'alimentació d'alta tensió apantallades.
- ISO 7637-5 : proposa definicions per als generadors de polsos i mètodes de verificació per assegurar compatibilitat i reproducitat dels resultats.[5]

## Nivells dels assajos ISO 7637-2
El tipus de test a aplicar cal que sigui acordat entre el fabricant del vehicle i el proveïdor de l'equipament.
Nivells de test per a sistemes de 12V:
| Tipus de test | Nivell de tensió min. en V | Nivell de tensió màx. en V | Mínim nombre de polsos o durada del test | Temps de repeció |
| ------------- | -------------------------- | -------------------------- | ---------------------------------------- | ---------------- |
| 1             | -75                        | -100                       | 5000 polsos                              | de 0,5s a 5s     |
| 2a            | +37                        | +50                        | 5000 polsos                              | de 0,2s a 5s     |
| 2b            | +10                        | +10                        | 10 polsos                                | de 0,5s a 5s     |
| 3a            | -112                       | -150                       | 1 hora                                   | de 90ms a 100ms  |
| 3b            | +75                        | +100                       | 1 hora                                   | de 90ms a 100ms  |
| 4             | -6                         | -7                         | 1 pols                                   | -                |
| 5             | +65                        | +87                        | 1 pols                                   | -                |

Nivells de test per a sistemes de 24V:
| Tipus de test | Nivell de tensió min. en V | Nivell de tensió màx. en V | Mínim nombre de polsos o durada del test | Temps de repeció |
| ------------- | -------------------------- | -------------------------- | ---------------------------------------- | ---------------- |
| 1             | -450                       | -600                       | 5000 polsos                              | de 0,5s a 5s     |
| 2a            | +37                        | +50                        | 5000 polsos                              | de 0,2s a 5s     |
| 2b            | +20                        | +20                        | 10 polsos                                | de 0,5s a 5s     |
| 3a            | -150                       | -200                       | 1 hora                                   | de 90ms a 100ms  |
| 3b            | +150                       | +200                       | 1 hora                                   | de 90ms a 100ms  |
| 4             | -6                         | -16                        | 1 pols                                   | -                |
| 5             | +65                        | +173                       | 1 pols                                   | -                |